# Presa Falcón
La Presa Internacional Falcón es una presa sobre el río Bravo, en municipio de Nueva Ciudad Guerrero, Tamaulipas, México y en el condado de Starr, Texas, Estados Unidos, forma parte del grupo de presas internacionales destinadas al aprovechamiento de las aguas del río Bravo para uso múltiple en ambos países, así como también para control de avenidas.

## Descripción
La obra está a cargo de la Comisión Internacional de Límites y Aguas entre México y los Estados Unidos y la Agencia encargada de la construcción y supervisión de la parte asignada a México estuvo a cargo de la extinta Secretaría de Recursos Hidráulicos de 1950 a 1953. Fue inaugurada el 19 de octubre de 1953. Esta presa se construyó para la conservación, la irrigación de 243,000 hectáreas y la generación de energía hidroeléctrica. La construcción de la presa tenía la finalidad, además, de dar fin a los conflictos del uso del agua. Es un paso fronterizo internacional entre el Condado de Zapata y el de Starr y Nueva Ciudad Guerrero, Tamaulipas. La presa se encuentra exactamente en la división territorial entre los dos países. La capacidad de su vaso es de 3,273 hectómetros cúbicos.
La construcción de la presa terminó 8 de abril de 1954 y fue inaugurada por el presidente mexicano Adolfo Ruiz Cortines y el estadounidense Dwight D. Eisenhower.
Consiste en una cortina del tipo de tierra, de 50 m de altura de cortina y longitudes en México de 4,926 m, y de 3,088 m en EU; una obra de excedencias ubicada en la margen izquierda, constituida por seis grandes compuertas reguladoras del tipo Stoney; dos obras de toma, una para cada país, del tipo de torre con conducto de concreto para México y para los Estados Unidos queda alojada en una sección de gravedad adyacente al vertedor de excedencias, y dos plantas hidroeléctricas situadas una en cada país.
En las orillas de  Lago Falcón crecen diversas especies vegetales como olivos, orégano, hibisco, cactus. En los linderos de la presa se cuenta con un parque recreativo, Nuevo Amanecer, donde se pueden alquilar lanchas para pescar bagre, matalote, catán y carpa. Otras actividades en el parque son la acampada, la natación, el esquí acuático y el senderismo. El parque estatal Falcón tiene una extensión de 2.317 kilómetros cuadrados y se encuentra entre Falcon Heights en Texas y Nueva Ciudad Guerrero en Tamaulipas y es el extremo meridional del embalse internacional Falcón, de 400,5 kilómetros cuadrados de superficie. Además tiene el único bordo Internacional libre de cuota en Tamaulipas.